# Meghna Singh
Meghna Singh (* 18. Juni 1994 in Bijnor, Indien) ist eine indische Cricketspielerin, die seit 2021 für die indische Nationalmannschaft spielt.

## Kindheit und Ausbildung
Singh trainierte ab 2007 jeweils in der Morgen- und Abendsession in Bijnor, für das sie mit ihrem Vater jeweils die Strecken zum 24 Kilometer entfernten Stadion zurücklegen mussten.

## Aktive Karriere
Durch gute Leistungen im nationalen Cricket wurden die Selektoren auf sie aufmerksam. Besonders in der Saison 2019/20, als sie für Railways spielte, und bei einer Tour des India A Teams konnte sie herausstechen. Ihr Debüt in der Nationalmannschaft gab sie bei der Tour in Australien im September 2021, bei dem sie ihre ersten WODIs und ihren ersten WTest bestritt. Danach wurde sie für den Women’s Cricket World Cup 2022 nominiert und konnte dabei unter anderem 3 Wickets für 26 Runs gegen England.